# Batalha do Olival de Cúnduros
A Batalha do Olival de Cúnduros ou de Cúnduras (em grego: Κούνδουρος/Κούνδουρας; romaniz.: Koúndouros/Koúndouras) foi travada na primavera de 1205 em Messênia, no Peloponeso, entre as forças francesas Guilherme de Champlite e Godofredo I de Vilearduin e os bizantinos do Epiro liderados por Miguel I Comneno Ducas (r. 1204–1215), resultando numa vitória dos cavaleiros franceses. Com o colapso da resistência grega na região, os latinos fundaram o Principado de Acaia.

## Contexto
Em 1204, Constantinopla, a capital do Império Bizantino, foi conquistada pela Quarta Cruzada e pela República de Veneza, o que levou à desintegração Estado bizantino e a formação de uma série de estados sucessores, incluindo o Império Latino. Um dos principais líderes da cruzada, Bonifácio I de Monferrato, depois de perder a oportunidade de tornar-se imperador, fundou o Reino de Tessalônica. Na ocasião, Guilherme de Champlite o seguiu até ali, mas no começo de 1205, quando Godofredo I de Vilearduin chega ao acampamento cruzado em Náuplia, ambos partes em direção ao Peloponeso sob consentimento do rei. No acordo selado, Godofredo ofereceu compartilhar o território com Guilherme.
À frente de cerca de 100 cavaleiros e 400 soldados, Guilherme e Godofredo iniciaram a conquista da região. Inicialmente, os dois capturaram Modon com ajuda de João Cantacuzeno e seguiram ocupando as principais cidades do Peloponeso ocidental sem muita resistência. Os bizantinos da Lacônia, Arcádia e Argólida, liderados por Miguel I Comneno Ducas, que, na época, era o governador bizantino do Tema do Peloponeso, e Miguel Cantacuzeno, filho do já falecido João Cantacuzeno, tentaram detê-los num local conhecido como "Olival de Cúnduros", perto de Coroni (Koroni).

## Descrição da batalha
A batalha foi descrita em dois textos da época, A Crônica da Conquista de Constantinopla, de Godofredo de Vilearduin, escrita entre 1207 e 1212, e a Crônica da Moreia, escrita por volta de 1300. Os dois textos foram escritos do ponto de vista dos conquistadores, o primeiro pelo tio de Godofredo I e o segundo, por uma pessoa de origem mestiça franco-grega, pois sua atitude em todo o relato é de admiração pelos francos e desprezo pelos locais.
De acordo com a "Crônica da Moreia", os francos tinham 700 homens para enfrentar 4 000 gregos, montados e a pé. Godofredo de Vilearduin, tio de Godofredo I, em sua própria crônica afirma que o exército de Miguel tinha 5 000 e enfrentava 500 francos. Seja como for, apesar de estarem em grande desvantagem numérica, os francos venceram a batalha. A derrota acabou com a resistência grega na região e todos os castelos e cidades no Peloponeso caíram em sequência. Miguel I fugiu ao Epiro e fundou ali o Despotado do Epiro.
A localização exata do "Olival de Cúnduros" é desconhecida. Godofredo menciona que estaria a um dia de distância do castelo de Modon (moderna Metoni), em algum lugar na planície messênia, um lugar ainda hoje repleto de olivais. Na "Crônica da Moreia", além do nome do proprietário (Contúras; Kontouras), um topônimo também foi referido: Cepesciános (Κηπησκιάνους), para o qual não existe informação alguma.
Segundo o relato do próprio Godofredo:
| “ | Assim, Guilherme de Champlite e Godofredo de Vilearduin [o sobrinho] deixaram o grupo principal e levaram consigo por volta de cem cavaleiros e um grande número de sargentos montados e invadiram a Moreia, seguindo até chegaram à cidade de Modon. Miguel soube que eles estavam ali com tão poucos soldados e juntou um grande número de pessoas, um número que era maravilhoso, e partiu atrás deles pensando que eles não eram nada mais que prisioneiros já em suas mãos. E quando eles souberam que ele estava vindo, fortificaram Modon, onde as defesas já havia muito haviam sido destruídas e deixaram ali suas provisões e povo. Então seguiram por um dia de marcha e ordenaram suas formações com tantas pessoas quanto tinham. Mas as chances pareciam poucas, pois eles tinham não mais do que quinhentos homens montados, enquanto o outro grupo tinham mais de cinco mil. Mas os eventos ocorreram de acordo com a vontade de Deus; pois os nossos lutaram contra os gregos e os desconcertaram e os conquistaram. E os gregos perderam muito, enquanto os nossos ganharam cavalos e armas suficientes e outros bens em grande quantidade e por isso retornaram felizes e contentes para a cidade de Modon. | ” |
|   | — "A Crônica da Conquista de Constantinopla", Godofredo de Vilearduin. |   |

Na "Crônica da Moreia", a batalha está descrita entre os versos 1720 e 1738:
| “ | ἀκούσασιν κ’ ἐμάθασιν τὸ πῶς ἦλθαν οἱ Φράγκοι / eles ouviram e souberam que os francos haviam chegado, καὶ περπατοῦν ἐκ τὰ χωρία κ’ ἐπαίρνουσιν τὰ κούρση, / e que eles passavam pelas vilas e levavam os espólios da guerra καὶ εἶπαν κ’ ἐλογίσαντο νὰ τοὺς ἔχουν ζημιώσει. / e eles disseram e eles acreditaram que haviam sido feridos Ἐκεῖσε ἐπαρεσύρθηκαν, τὸ λέγουν Κηπησκιάνους, / Para lá foram atraídos, chamavam [o local] de Cepesciános ὅπου τὸ κράζουν ὄνομα στὸν Κούντουραν ἐλαιῶνα. / onde o chamavam de 'o olival de Cúnduros' Ἦσαν χιλιάδες τέσσαρες, πεζοὶ καὶ καβαλλάροι. / Eles eram quatro mil, a pé e montados Οἱ Φράγκοι γὰρ ὡς τὸ ἐμάθασιν πάλε ἀπὸ τοὺς Ρωμαίους, / Os francos, porém, quando souberam disso dos romanos ὅπου ἤσασιν γὰρ μετ’ αὐτοὺς κ’ ἐξεύρασιν τοὺς τόπους, / pois estavam juntos com eles e conheciam o local ἐκεῖ τοὺς ἐπαρέσυραν, ἦλθαν καὶ ηὕρανέ τους / para lá os atraíram e eles vieram e os encontraram καὶ πόλεμον ἐδώκασιν οἱ Φράγκοι κ’ οἱ Ρωμαῖοι. / e guerra deram os francos e os romanos. Κ’ οἱ Φράγκοι γὰρ οὐκ ἤσασιν, πεζοὶ καὶ καβαλλάροι, / E os francos não eram, a pé e montados μόνοι ἑφτακόσιοι μοναχοί, τόσους τοὺς ἐγνωμιάσαν. / não mais que setecentos, este tanto acreditavam. Με προθυμίαν ἀρχάσασιν τὸν πόλεμο οἱ Ρωμαῖοι, / Ansiosamente os romanos iniciaram a guerra, διατὶ ὀλίγους τοὺς ἔβλεπαν, ὕστερα ἐμετενοῆσαν. / pois viram poucos, mas depois se arrependeram. Τι νὰ σὲ λέγω τὰ πολλὰ καὶ τὶ τὸ διάφορόν μου; / Por que devo contar muito e por que me importo? τὸν πόλεμον ἐκέρδισαν ἐτότε ἐκεῖν’ οἱ Φράγκοι˙ / A guerra, eles venceram, aqueles francos ὅλους ἐκατασφάξασιν, ὀλίγοι τοὺς ἐφύγαν. / eles massacraram todos, uns poucos escaparam. Αὐτὸν καὶ μόνον πόλεμον ἐποῖκαν οἱ Ρωμαῖοι / Aquela foi a única guerra feita pelos romanos εἰς τὸν καιρὸν ποῦ ἐκέρδισαν οἱ Φράγκοι τὸν Μορέαν. / na época que os francos conquistaram a Moreia. | ” |

## Resultado
A Batalha do Olival de Cúnduros foi decisiva para a conquista do Peloponeso pelos francos. Depois da vitória, quase não houve mais nenhuma resistência à conquista da Moreia. Em Andravida, eles foram recebidos pelo povo e pela Igreja. A única resistência, bem depois, foi defensiva, liderada por Leão Esguro, que guardava os castelos de Náuplia e Acrocorinto. Guilherme de Champlite conseguiu tirar vantagem de suas vitórias e fundou o Principado da Acaia, um estado franco que abrangia todo o Peloponeso, com exceção das cidades venezianas na costa.